# جيورجي فيشر
جيورجي فيشر (بالألمانية: György Fischer)‏ (بالمجرية: Fischer György)‏ هو عازف بيانو ألماني ومجري، ولد في 12 أغسطس 1935 في بودابست في المجر.

## وصلات خارجية
- جيورجي فيشر على موقع ميوزك برينز (الإنجليزية)
- جيورجي فيشر على موقع ديسكوغز (الإنجليزية)